# Селановци
Селановци (болг. Селановци) — село в Болгарии. Находится в Врачанской области, входит в общину Оряхово. Население составляет 3 866 человек.

## Политическая ситуация
В местном кметстве Селановци, в состав которого входит Селановци, должность кмета (старосты) исполняет Йордан Ценков Николов (Коалиция в составе 2 партий: Земледельческий народный союз (ЗНС), Обединени за обновена община, НАЦИОНАЛНО ДВИЖЕНИЕ СИМЕОН ВТОРИ) по результатам выборов правления кметства.
Кмет (мэр) общины Оряхово — Георги Иванов Пенков (Коалиция в составе 2 партий: Национальное движение «Симеон Второй» (НДСВ), Земледельческий народный союз (ЗНС)) по результатам выборов в правление общины.